# Гетеротетрамер

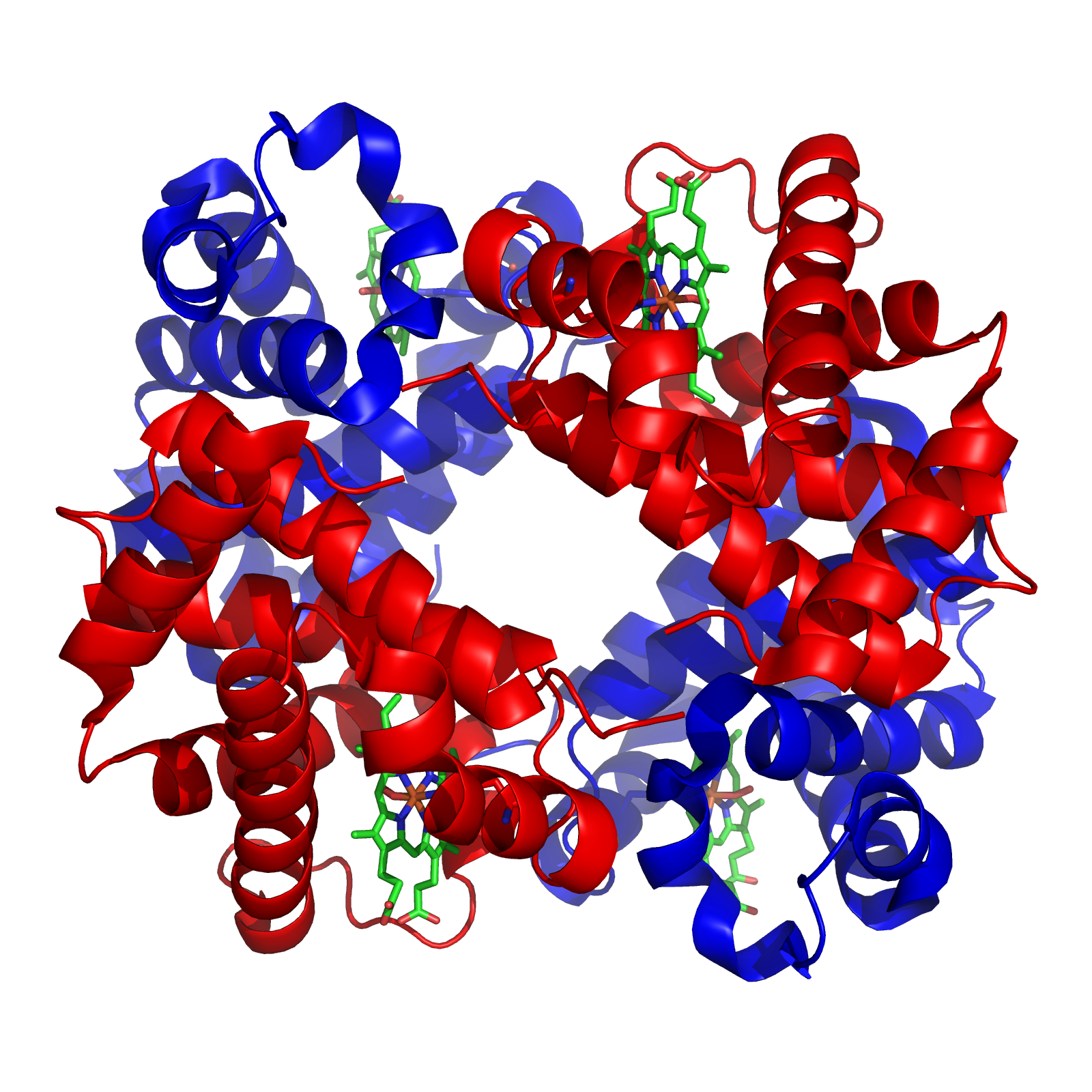
Гетеротерамерный белок гемоглобин состоит из четырёх субъединиц двух типов (окрашены красным и синим).

Гетеротетраме́р — четвертичная структура белка в которой белковый комплекс состоит из четырёх не идентичных и не ковалентно связанных субъединиц.
Гомотетрамер содержит четыре идентичные субъединицы.
В качестве примера можно привести гемоглобин, NMDA-рецептор, некоторые аквапорины, некоторые AMPA-рецепторы, а также некоторые ферменты.

## Очистка гетеротетрамеров
Для очистки гетеротетрамерных белков весьма полезна ионообменная хроматография, которая позволяет выделить определённые комплексы, как в зависимости от числа, так и от положения заряженных полипептидов. Также для их очистки может применяться аффинная хроматография с иммобилизованными ионами никеля.